# 酒井利信
酒井 利信（さかい としのぶ、1964年8月17日 - ）は、日本の教育者である。現在、筑波大学大学院体育系教授。専門分野は体育および武道で専門科目は「武道学」。剣道教士七段の腕前をもつ。筑波大学体育会剣道部長。

## 経歴および実績
- 1987年 筑波大学体育専門学群を卒業。
- 1990年 筑波大学大学院修士課程体育研究科を修了。
- 1992年 筑波大学体育科学系文部技官・助手に就任。
- 1999年 清真学園女子短期大学専任講師を経てのち、助教授に就任。
- 2003年 筑波大学体育科学系専任講師に就任。
- 2006年 筑波大学大学院人間総合科学研究科助教授に就任。
- 2013年 国立大学法人筑波大学体育系教授に就任。

## 主たる肩書き
- 筑波大学人間総合科学副学術院長
- 筑波大学体育学学位プログラムリーダー
- 身体運動文化学会理事長
- 日本武道学会副理事長
- 日本武道学会剣道専門分科会副会長
- 日本体育学会
- 武道文化フォーラム（NPO）理事
- 全日本剣道連盟資料委員（東日本）
- 茨城県学校剣道連盟副会長
- つくば市スポーツ推進審議会会長
- つくば市スポーツ協会副会長

## 主たる著作
- 『日本精神史としての刀剣観』 第一書房
- 『英訳付き 日本剣道の歴史』 スキージャーナル
- 『刀剣の歴史と思想』 日本武道館
- 『武道研究の道標』デザインエッグ
- 『武道研究の最前線』デザインエッグ